# Baldassare Porto
Baldassare Porto (* 19. Januar 1923 in Catania; † 30. November 2013) war ein italienischer Sprinter, der sich auf den 400-Meter-Lauf spezialisiert hatte.
Bei der Internationalen Universitätssportwoche 1949 gewann er Silber.
In der 4-mal-400-Meter-Staffel gewann er bei den Leichtathletik-Europameisterschaften 1950 in Brüssel Silber und schied bei den Olympischen Spielen 1952 in Helsinki im Vorlauf aus.
1950 wurde er Italienischer Meister mit seiner persönlichen Bestzeit von 47,8 s.